# Louis van Bodeghem
Louis van Bodeghem (ou van Beughem ou Van Boghem), né en 1470 et mort en 1540 à Bruxelles, est un architecte et sculpteur.

## Œuvres
Louis van Bodeghem, qui fut au service de la Maison de Bourgogne et des rois d'Espagne, est l'un des derniers architectes du style gothique brabançon.
Son œuvre principale est l’église de Brou à Bourg-en-Bresse (département de l'Ain, appartenant à l'époque au duché de Savoie) commanditée par Marguerite d'Autriche. Il en a dessiné les plans et supervisé son exécution de 1512 à 1532. Il a également œuvré sur les plans de l'ancienne Broodhuis ou Maison du Roi à Bruxelles, commencée par Antoon II Keldermans (détruite au XVIIe siècle lors du bombardement par le Maréchal de Villeroy) et conçu les plans de la chapelle du Sacrement de l'actuelle cathédrale Saints-Michel-et-Gudule de Bruxelles en 1532.

## Honneurs
Une statue à son effigie par Jean Cuypers se dresse au square du Petit Sablon à Bruxelles.